# 瓦伦蒂
瓦伦蒂是巴西巴伊亚州的一个市镇。总面积356.895平方公里，总人口21653人，人口密度60.7人/平方公里。